# آرنولد هامر
آرنولد هامر (انگلیسی: Arnold Hamer; ۸ دسامبر ۱۹۱۶ – ۳ نوامبر ۱۹۹۳) بازیکن فوتبال، و بازیکن کریکت اهل بریتانیا بود.
از باشگاه‌هایی که در آن بازی کرده‌است می‌توان به باشگاه فوتبال یورک سیتی اشاره کرد.